# Pretoro
Pretoro é uma comuna italiana da região dos Abruzos, província de Chieti, com cerca de 1.104 habitantes. Estende-se por uma área de 26 km², tendo uma densidade populacional de 42 hab/km². Faz fronteira com Fara Filiorum Petri, Lettomanoppello (PE), Pennapiedimonte, Rapino, Roccamontepiano, Roccamorice (PE), Serramonacesca (PE).
Faz parte da rede das Aldeias mais bonitas de Itália.

## Demografia
| Variação demográfica do município entre 1861 e 2011                               |
|                                                                                   |
| Fonte: Istituto Nazionale di Statistica (ISTAT) - Elaboração gráfica da Wikipedia |